# Atto di Pietro
L'Atto di Pietro è un breve apocrifo del Nuovo Testamento relativo a Pietro apostolo, scritto in greco e contenuto nel Codex Berolinensis Gnosticus 8502, datato al V secolo. Non va confuso con un altro testo apocrifo, gli Atti di Pietro. È di origine gnostica.
Il testo descrive il risanamento miracoloso da parte di Pietro nei confronti della figlia storpia, esaltandone la verginità.
Dato l'avanzato periodo di composizione e lo stile eccessivamente favolistico l'apocrifo non può essere considerato un fedele resoconto storico, sebbene non si possa escludere una ripresa di precedenti tradizioni orali.